# Torre Polo Audiovisual
La Torre Polo Audiovisual iba a ser un rascacielos de 335 metros, con 67 plantas ubicado el sector conocido como Isla Demarchi, en el extremo sur de Puerto Madero en Buenos Aires.
El Polo Cinematográfico y de Contenidos Audiovisuales, cuyo proceso de creación se extendería a lo largo de cinco años, comenzaría en noviembre de 2014 y culminaría en el año 2019, la empresa que sería encargada de llevarlo a cabo sería Riva S.A. Dicho proyecto nunca fue construido. 
El proyecto del complejo audiovisual contemplaba, además, en los alrededores del edificio central, una arena con la forma de las Islas Malvinas para albergar a 15 mil personas que podrían ver espectáculos, y el tamaño del Polo Audiovisual sería similar al del Central Park en Nueva York, ya que albergaría a todos los sectores vinculados con la producción de cine y televisión, así como archivos, depósitos, un hotel y el Museo de la Historia de las Artes Visuales.